# Yamaq
Yamaq (persiska: يمق) är en ort i Iran.   Den ligger i provinsen Qazvin, i den nordvästra delen av landet, 170 km väster om huvudstaden Teheran. Yamaq ligger 2 086 meter över havet och antalet invånare är 226.
Terrängen runt Yamaq är kuperad åt sydväst, men åt nordost är den platt. Runt Yamaq är det ganska glesbefolkat, med 27 invånare per kvadratkilometer. Närmaste större samhälle är Estalaj, 4,9 km söder om Yamaq. Trakten runt Yamaq består i huvudsak av gräsmarker.